# 西蒙·麦科马克
西蒙·麦科马克（英語：Simon McCormack，1972年2月12日—），澳大利亚男子跳水运动员。他曾代表澳大利亚参加1990年英联邦运动会跳水比赛，获得一枚铜牌。他也曾参加1992年夏季奥林匹克运动会。